# Привилегии белых
Привилегии белых, привилегии белой кожи (англ. white privilege, white skin privilege) — комплекс социальных привилегий белых людей в сравнении с небелыми в некоторых обществах. Представляет собой социальное явление, тесно связанное с понятием расы и с расизмом. Чаще всего термин применяется к ситуации, при которой в остальном эти группы находятся в одинаковых социальных, политических или экономических обстоятельствах. Привилегии белых имеют корни в европейском колониализме и империализме, а также в трансатлантической работорговле, они возникли в ситуации, когда под защиту ставились расовый приоритет, национальное гражданство и другие права или особые преимущества белых.

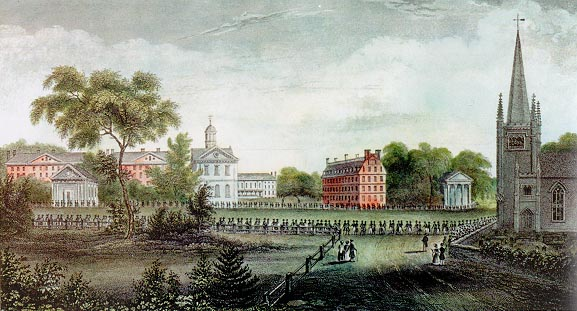
В XX веке Гарвардский колледж был преимущественно белым и протестантским

Считается, что претендуя на статус белой элиты, элита колониальной Африки и её колонизированная диаспора сумели воспроизвести в постколониальной политической экономии те же формы доминирования, которые существовали при колониализме. Эти формы опираются на идеи расовой исключительности и на расовые привилегии. Связь между принадлежностью к белым и привилегированным положением, присутствует во многих обществах, включая те, которые подверглись европейскому колониализму. Участник движение за гражданские права Стокли Кармайкл и политолог Чарльз Гамильтон считали, что внутренний колониализм чернокожего населения предсталяет собой целенаправленное низведение чернокожих до более низкого политического и экономического уровня в сравнении с белыми как в эпоху рабовладения, так и позднее. С этой точки зрения привилегии белых возникают в американском обществе из отношений колониализма и эксплуатации.
Привилегии белых означают как очевидные, так и менее явные пассивные преимущества, которые белые люди могут не осознавать, что отличает этот феномен от явной расовой предвзятости или предрассудков. К привилегиям белых относятся предполагаемый более высокий социальный статус; свободы передвижения, участия в товарно-денежном обмене, работы, игр и свобода слова. Проявление этих привилегий наблюдаются в профессиональном, образовательном и личном контексте. Концепция привилегий белых также подразумевает право предполагать универсальность собственного опыта, рассматривая других как отличающихся или исключительных, при этом воспринимая себя как нормального. К привилегиям белых часто относится отсутствие необходимости сталкиваться с подозрениями и иной негативной реакцией на свою расовую принадлежность. Белые люди лучше представлены в культуре и истории. Исследователи белизны также делают акцент на идее, что экономической и политической привилегией белых является сама власть в данных обществах. Как считается, эта привилегия формировалась на протяжении веков и до сих пор бессознательно увековечивается отдельными людьми.
При изучении привилегий белых и более широкой области исследований белизны, начатом в Соединённых Штатах, академические направления, такие как критическая расовая теория, используют концепцию привилегий белых для анализа того, как расизм и расиализированные общества влияют на жизнь белых или белокожих людей. Американская исследовательница Пегги Макинтош описала преимущества, которыми пользуются белые в западных обществах и которых лишены небелые, как «невидимый пакет незаслуженных активов». Макинтош впервые описала само явление привилегий белых в конце 1980-х годов. Американская антропологическая ассоциация заявляет, что «расовое мировоззрение было создано для того, чтобы присвоить одним группам перманентно низкий статус, в то время как другим был обеспечен доступ к привилегиям, власти и богатству». Термин используется преимущественно в дискуссиях, сосредоточенных на скрытых преимуществах, которыми пользуются белые люди в обществе, где распространён расизм и «белая раса», в отличие от других рас, считается нормой, а не на вреде, наносимом объектам расизма. Таким образом, большинство определений и обсуждений этой концепции используют в качестве отправной точки метафору Макинтош о «невидимом рюкзаке», который белые люди неосознанно «носят» в обществе, где распространён расизм. Бедные белые могут рассматриваться как исключения, подчеркивающие привилегии белых как измеримый социальный феномен.
Некоторые учёные считают, что этот термин использует концепцию «белизны» как замену классовых или других социальных привилегий или как отвлечение от более глубоких проблем неравенства. Другие утверждают, что с белизной взаимосвязаны многие другие социальные привилегии, требующие сложного и тщательного анализа с целью определить, как белизна способствует этим привилегиям. Другие авторы предлагают альтернативные определения белизны и исключения или ограничения белой идентичности, утверждая, что концепция привилегий белых игнорирует важные различия между белыми субпопуляциями и отдельными людьми, и предполагая, что понятие белизны не может охватывать всех белых людей. Они отмечают проблему признания разнообразия людей по цвету кожи и этнической принадлежности внутри этих групп.
Некоторые авторы отмечают, что «академически звучащая концепция привилегий белых» иногда вызывает оборонительную реакцию и непонимание среди белых людей, отчасти из-за того, что эта концепция внезапно оказалась в центре внимания благодаря кампаниям в социальных медиа, таким как Black Lives Matter. Будучи академической концепцией, которая лишь недавно стала общепринятой, концепция привилегий белых часто неверно истолковывается неакадемическими авторами; некоторые учёные, десятилетиями изучавшие привилегии белых, отмечают недавно возникшее противодействие со стороны правых, которая примерно с 2014 года.